# Centre Mèdic Yoseftal
El Centre Mèdic Yoseftal (en hebreu: המרכז הרפואי יוספטל) és un hospital que es troba en la ciutat israeliana d'Elat, el centre va ser fundat en 1968, és l'hospital situat més al sud d'Israel i l'únic centre mèdic que cobreix la regió del sud del Nègueb. Ha estat anomenat així en honor de Giora Yoseftal. És l'hospital general més petit d'Israel amb 65 llits.
Després de diversos problemes econòmics van arribar propostes per al tancament de l'hospital, de tota manera, després de les protestes dels habitants de la zona i de diversos representants del govern local, els quals argumentaven que no disposar d'un centre mèdic situat prop de Elat seria altament perillós per als pacients, es va decidir mantenir l'hospital obert.
L'hospital és gestionat per l'empresa Clalit Health Services. El centre té una camara de descompressió totalment equipada per tractar els accidents relacionats amb la pràctica del submarinisme. L'hospital també disposa d'instal·lacions per als tractaments renals amb màquines de diàlisis per a la població local i els turistes.